# سارا هاموند
سارا هاموند هي سيدة أعمال نرويجية، ولدت في 1672، وتوفيت في 1716.